# Rimski metro
Rimski metro, na talijanskom jeziku zvan „Metropolitana di Roma“, sustav je podzemnog javnog prijevoza u talijanskom glavnom gradu Rimu. Dnevno prevozi oko 910.000 putnika.

## Povijest
U početku je, suprotno njenoj oznaci, u prometu bila samo linija B. Gradnju te linije planirala je još 1930-ih godine fašistička vlada u potrazi za izgradnjom brze prometne veze između glavnog željezničkog kolodvora Tremini i nove četvrti E42 na jugoistoku grada gdje se planirala održati Svjetska izložba u Rimu 1942. godine. Izložba nije održana zbog Drugog svjetskog rata, a dio tunela koji su bili dotada iskopani služili su kao sklonište od zračnih napada. 
Radovi su ponovno započeli 1948. godine. Metro je 9. veljače 1955. službeno otvorio tadašnji predsjednik Italije Luigi Einaudi.
Godine 1959. donesena je odluka o početku gradnje linije A. Radovi su počelii 1964. ali su zbog loše organizacije nekoliko puta bili prekidani. Povrh svega, izvorno zamišljena metoda gradnje „cut and cover“ uzrokovala je ozbiljne probleme za cestovni promet. Radovi su prekitnuti na 5 godina. Nakon što su ponovno počeli,  građevinari su koristili tehnku bušenja. Ovaj puta uzrokovali su mnogo negodovanja zbog vibracija koje je stvarala mehanizacija. Osim toga, arheološke iskopine dodatno su otežavale posao. Konačno, u veljači 1980. linija A konačno je puštena u promet.
Godine 1990. linija B proširena je i modernizirana. Nekoliko godina kasnije proširena je i linija A.

## Osnovne informacije
Metro ima dvije linije – A (narančasta) i B (plava). Ukupno imaju 68 postaje s 54.6 km tračnica. Upravljanje prijevozom provodi tvrtka ATAC.

## Budućnost
Trenutno se gradi linija C (zelena). Njen prvi dio u promet će biti pušten 2011. godine, drugi dio 2012., a kompletno će biti dovršena 2015. godine. Ukupno će imati 30 postaja.
Radovi na liniji D (žuta) započet će 2011. godine., a imat će 22 postaje.
Graditelji ponovno očekuju probleme s nalazištima arheološkiih iskopina.

## Vanjske poveznice
|  | Zajednički poslužitelj ima stranicu o temi Rimski metro    |
|  | Zajednički poslužitelj ima još gradiva o temi Rimski metro |